# فيكتور إفريقيا
فيكتور إفريقيا (بالصومالية: Fiktoriyada Afrika)‏ المعروفة حاليا بشلانبود (بالصومالية: Shalaanbood)‏ والتي كانت تسمى في الأصل فيتوريو دي أفريكا أو ببساطة فيتوريو كانت بلدة صغيرة في جنوب الصومال الإيطالي، أنشأها المستعمرون الإيطاليون في أواخر عشرينيات القرن الماضي بالقرب من نهر شبيلى الجنوبي.

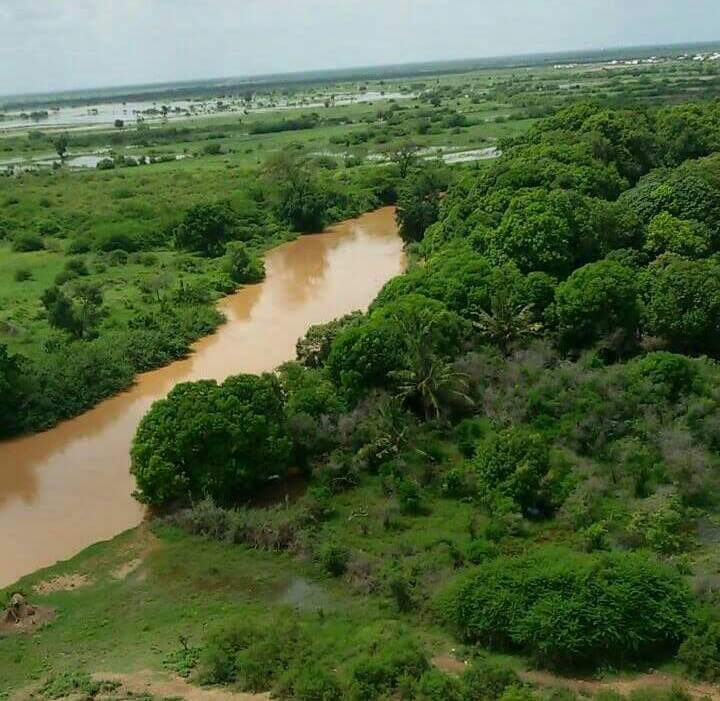
نهر شبيلى بالقرب من فيكتور إفريقيا خلال موسم الأمطار

## التاريخ
تم بناء سد جينال على نهر شبيلى، جنبًا إلى جنب مع شبكة واسعة من القنوات، في جنوب الصومال في أواخر عشرينيات القرن الماضي. تم الترويج له بقوة من قبل سيزار ماريا دي فيتشي الحاكم الإيطالي للصومال من عام 1924 إلى عام 1928 من أجل توفير المياه للري في مساحة شاسعة تبلغ 20000 هكتار بين جينالي ومركا وفيكتور إفريقيا ليتم منحها امتيازًا لـلمستعمرون الإيطاليون. أنشأ مائة من هؤلاء المستعمرين في الجنوب وهي مدينة صغيرة تسمى فيكتور إفريقيا، كان عدد سكانها حوالي 1200 نسمة في عام 1940. كانت تقع على بعد 11 كم من ميركا.تم ربط المدينة بمينا مركا بواسطة سكة حديد ديكوفيل، تستخدم لنقل إنتاج الموز الضخم من المزارع حول فيكتور تأسست فيكتور في 5 مارس 1928 على يد الأمير أومبرتو الثاني الذي كان آخر ملوك إيطاليا

في عام 1946 على تل ارتفاعه 70 مترًا وحوالي 15 كيلومترًا من ميناء مركا كان لديه مستشفى صغير ومباني لمعالجة المنتجات الغذائية المحلية. خلال فترة الاستعمار الإيطالي، كانت جينالي وفيكتور إفريقيا مركزًا لمساحة شاسعة من الامتيازات الزراعية لزراعة الموز والقطن وغيرها من الشركات التابعة. كان الموز هو المنتج الرئيسي وتم تسويقه من قبل شركة رويال بانانا التي كانت، في الواقع، يحتكر التصدير إلى إيطاليا من أجل حماية إنتاج الموز في الصومال وفي السوق الإيطالية. وبالتالي، حتى الخمسينيات من القرن الماضي، كانت جميع أنواع الموز المستهلكة في إيطاليا تأتي من مناطق جنالي و فيكتور إفريقيا.

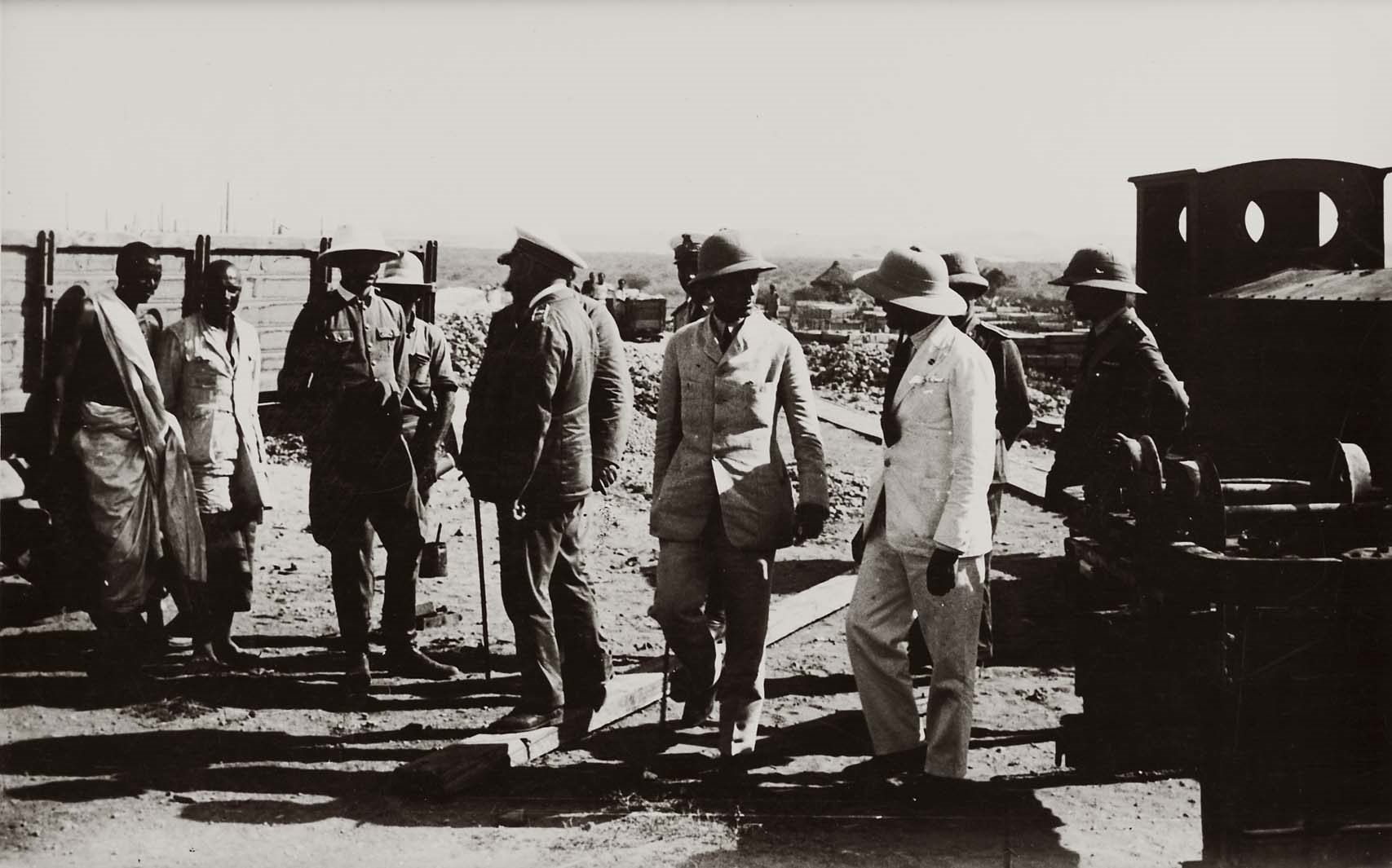
Vittorio_D'Africa;_stazione_Décauville_(Photo_by_Carlo_Pedrini,_1927-12-28)